# Stefan Karadzja (distrikt i Bulgarien, Dobritj)
Stefan Karadzja (bulgariska: Стефан Караджа) är ett distrikt i Bulgarien.   Det ligger i kommunen Obsjtina Dobritj-Selska och regionen Dobritj, i den östra delen av landet, 400 km öster om huvudstaden Sofia.
Trakten runt Stefan Karadzja består till största delen av jordbruksmark. Runt Stefan Karadzja är det ganska tätbefolkat, med 75 invånare per kvadratkilometer.